# Sotigena
Sotigena é um gênero de traça pertencente à família Arctiidae.